# Woja (Ailinglaplap)
Woja (auch: Uotcha-tō, Wojja, Wotcha To, Wotja Island, Wotya, sowie: Yaamo, Yaamo-To) ist eine Insel und der gleichnamige Ort des Ailinglaplap-Atolls in der Ralik-Kette im ozeanischen Staat der Marshallinseln (RMI).

## Geographie
Das Motu liegt im Westsaum des Riffs und zieht sich von der Nordwestecke weit nach Süden. Über 10 km ist das schmale Motu lang. Die nächsten namhaften Motu im Osten sind Bekan im Norden und Ennak im Süden.
Am Nordende der Insel liegt das  Woja Airfield (WJA). Im Ort gibt es die Schulen Woja SDA School und Woja Elementary School.

## Klima
Das Klima ist tropisch heiß, wird jedoch von ständig wehenden Winden gemäßigt. Ebenso wie die anderen Orte der Ailinglaplap-Gruppe wird Woja gelegentlich von Zyklonen heimgesucht.